# 佐伯光
佐伯光（日语：／ Saeki Hikaru，1943年4月3日—），日本海上自衛隊退役將領，也是陸、海、空三大自衛隊創隊後的首位女性將官。佐伯原為婦產科醫師，擁有婦產醫學士學位，1989年加入海上自衛隊後，奉派至數座自衛隊醫院及護衛艦醫務室服勤，1997年成為第一名女性自衛隊醫院院長，並於2001年昇任將官，2003年以海將補（少將）階級退役。

## 略歷

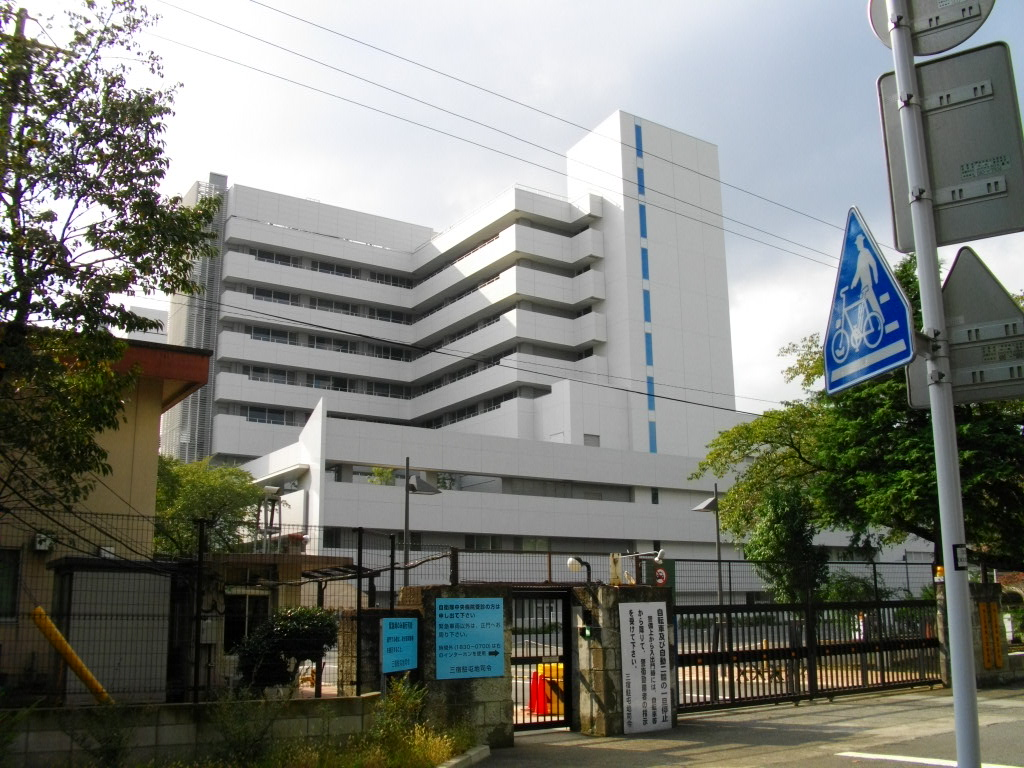
佐伯光晉升將領時所任職的自衛隊中央醫院

佐伯光誕生於1943年，為日本群馬縣出身。1969年畢業自日本醫科大學後，以婦產科醫師身分任職於東京慶應義塾大學醫院，亦曾在埼玉縣的防衛醫科大學校工作。1989年4月，佐伯作為醫療職技官加入海上自衛隊，1990年8月轉官、授階為2等海佐（中校），1992年3月則晉升1等海佐（上校）。
1995年11月，佐伯出任東京自衛隊中央醫院研究檢査部的研究檢査課課長，1996年8月改任該院婦科部部長，1997年12月調赴京都，接掌自衛隊舞鶴醫院院長一職，開啟了女性出任自衛隊醫院院長的先河。1999年3月，她轉任長崎縣的自衛隊佐世保醫院院長，2000年12月則調回中央醫院，當上復健科部長。2001年3月27日，日本防衛廳（今防衛省）在其發布的人事升任名單中，正式宣布佐伯光晉階為海將補，遂使之成為1954年自衛隊創建以來的首位女將。她後來在2003年以該階級退役。
佐伯於日本自衛隊服務期間，除了轉調各醫院和各艦艦上醫務室外，還曾因其在生活習慣病照料工作上的表現而獲得高度評價。她亦曾著手改善自衛隊內的育兒環境，自衛隊正是在她的提案下，發配孕婦裝式的制服給妊娠中的女性自衛官。

## 婚姻
佐伯光的夫婿是同為海上自衛隊將領出身的佐伯聖二，其曾歷任海上自衛隊幕僚副長（副參謀長）、自衛艦隊司令官等職，1997年以海將（中將）階級退役，2011年獲日本政府頒授瑞寶中綬章。夫妻兩人同屬將軍的情形在各國軍隊中為罕見案例。